# Windsor (Kalifornija)
Windsor je gradić u američkoj saveznoj državi Kalifornija. Prema popisu stanovništva iz 2010. u njemu je živjelo 26.801 stanovnika.